# Benediktionsloggia

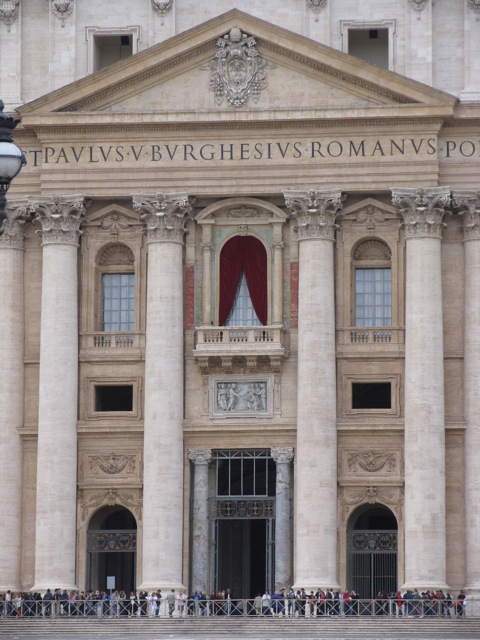
Peterskyrkans benediktionsloggia

Benediktionsloggia kallas den balkong i fasaden till en katedral, varifrån en påve eller en biskop välsignar de troende.
Peterskyrkans benediktionsloggia är berömd. Den nyvalde påven träder ut på denna och uttalar Urbi et orbi.